# لوشنر (دهانه)
لوشنر یک دهانه برخوردی در ماه‌ است.

## دهانه‌های اقماری
این دهانه ۲ دهانه اقماری دارد.
| Leuschner | عرض جغرافیایی | طول جغرافیایی | قطر          |
| --------- | ------------- | ------------- | ------------ |
| Z         | ۵.۳° N        | ۱۰۹.۳° W      | ۱۸.۰ کیلومتر |
| L         | ۱.۱° S        | ۱۰۸.۸° W      | ۱۸.۰ کیلومتر |